# Afrotrichloris
Afrotrichloris is een geslacht uit de grassenfamilie (Poaceae). De soorten komen voor in Afrika.

## Soorten
Van het geslacht zijn de volgende soorten bekend: 
- Afrotrichloris hyaloptera
- Afrotrichloris martinii